# National Institute of Polar Research
National Institute of Polar Research (NIPR), (japanska: 国立極地研究所?, Kokuritsu-kyokuchi-kenkyūsho), är en japansk forskningsorganisation med forskningsstationer i Antarktis och Ny-Ålesund i Svalbard. Institutet grundades 1973 och har sitt huvudkontor i Tokyo. 
Forskningsstationer i Antarktis:
- Asuka
- Dome Fuji
- Mizuho
- Syowa

Forskningsstationer i Arktis:
- Forskningsstationen NIPR, Ny-Ålesund, Svalbard (inrättad 1991)